# Herbert Chapman
Herbert Chapman (ur. 19 stycznia 1878 w Rotherhamie, zm. 6 stycznia 1934 w Londynie) – angielski piłkarz i trener piłkarski.

## Kariera piłkarska
Herbert Chapman urodził się 19 stycznia 1878 roku w Rotherhamie. Karierę piłkarską zaczynał w Grimsby Town. Potem grał m.in. w Northampton Town, Sheffield United, Notts County oraz Tottenham Hotspur.

## Kariera trenerska
Karierę trenera rozpoczął w klubie, w którym występował jako zawodnik, Northampton Town. Potem prowadził jeszcze Leeds City, Huddersfield Town oraz Arsenal F.C., z którym osiągnął największe sukcesy.

### Arsenal
Do Arsenalu przyszedł w 1925 roku i spędził w nim dziewięć lat. Zrewolucjonizował taktykę, ustawiając zespół w systemie 3-3-4 (wcześniej stosowano 2-3-5). Tym samym dostosował ustawienie do zmiany w przepisie o spalonym. W czerwcu 1925 roku postanowiono, że zawodnik znajduje się na spalonym, jeśli przed nim a linią bramkową są dwaj piłkarze drużyny przeciwnej. Przedtem przepisy mówiły o trzech zawodnikach.

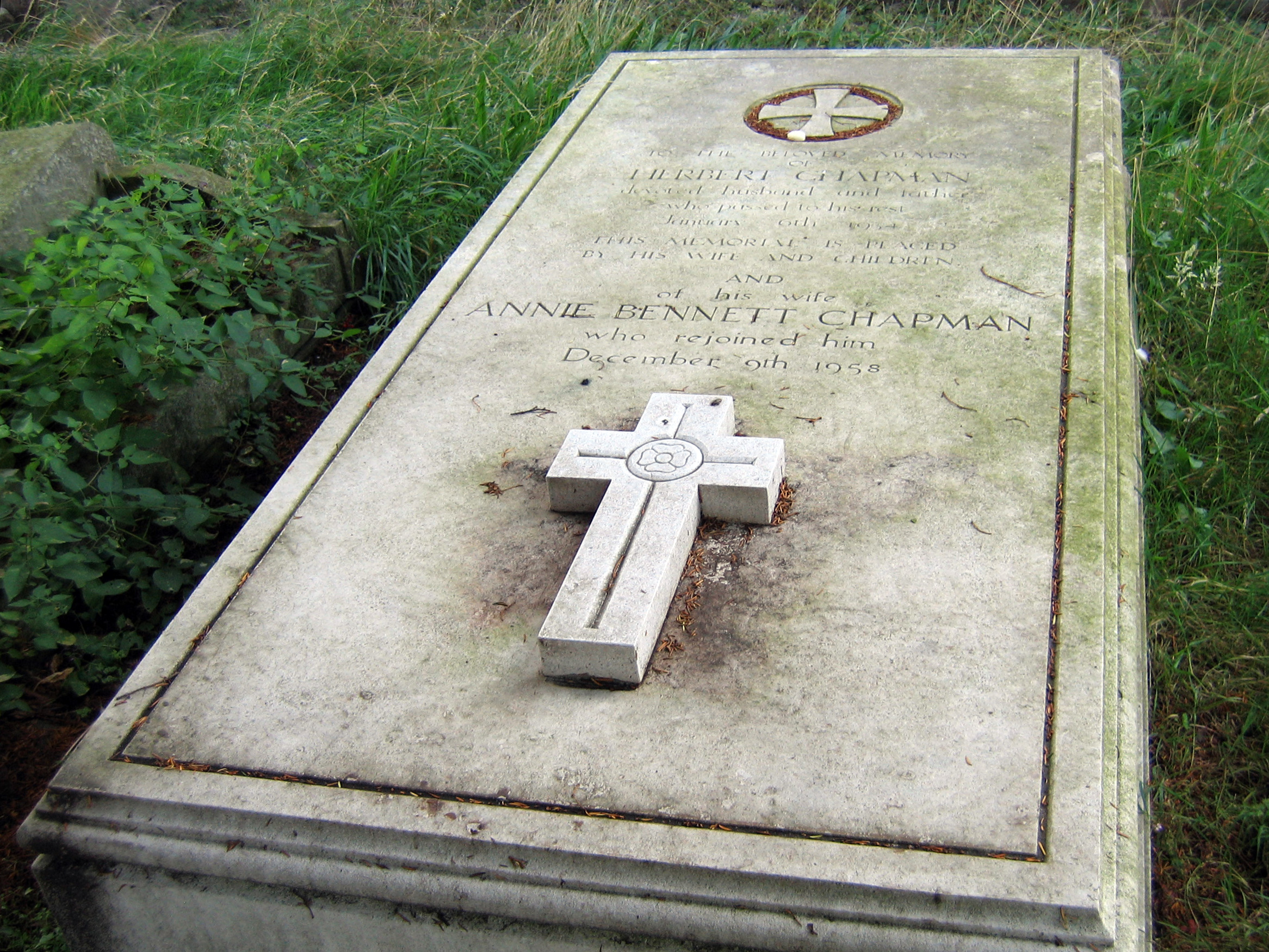
Grób Herberta Chapmana

Zmianę taktyki Arsenalu zaproponował jego piłkarz, Charlie Buchan. Polegała ona na przesunięciu jednego z pomocników do obrony, a jednego z napastników do pomocy. Do tego czasu za zastawianie pułapek ofsajdowych odpowiadało dwóch stoperów. Chapman wprowadził poprawkę, w której odpowiedzialność spadała na jednego obrońcę, a dwóch pozostałych miało skupić się na blokowaniu boiska.
W pierwszym sezonie Chapmana Arsenal zajął drugie miejsce, jednak w kolejnych latach stał się średniakiem. W 1927 roku pierwszy raz dotarł do finału Pucharu Anglii, w którym przegrał 0:1 z Cardiff City. Po tej porażce Chapman postanowił wzmocnić skład, wskutek czego na Highbury trafili Cliff Bastin, Alex James, Eddie Hapgood i David Jack. Z nowymi zawodnikami Arsenal w 1930 roku ponownie znalazł się w finale Pucharu Anglii, a jego przeciwnikiem było Huddersfield Town. Kanonierzy zwyciężyli 2:0 i po raz pierwszy w swojej historii zdobyli to trofeum. Rok później Chapman zdobył mistrzostwo Anglii. Jego zawodnicy w drodze po tytuł zdobyli 127 goli, co do dziś jest rekordem klubu. W następnym sezonie zespół zajął drugie miejsce i przegrał w finale Pucharu Anglii z Newcastle United 1:2. W sezonie 1932/1933 zespół ponownie zdobył mistrzostwo. Rok później świat obiegła smutna wiadomość o śmierci Chapmana. Anglik zmarł na zapalenie płuc. 
W 2003 roku został włączony do Galerii Sław angielskiego futbolu w uznaniu za wpływ, jaki wywarł na piłkę. Początkowo jego popiersie stało przed byłym stadionem Arsenalu, Highbury. Obecnie znajduje się ono przed wejściem na jedną z trybun Emirates Stadium.